# Rómeó és Júlia (musical)
A Rómeó és Júlia (franciául: Roméo et Juliette: de la Haine à l'Amour) egy musical William Shakespeare Rómeó és Júlia című tragédiája nyomán. Zeneszerzője és szövegírója Gérard Presgurvic. Az ősbemutatójára 2001. január 19-én került sor a párizsi Palais des Congrès-ben, Redha rendezésében.
Az ősbemutató óta számos színházban bemutatták már szerte a világon, többek között a következő helyeken:Kanada, Antwerpen, London, Amszterdam, Budapest, Szeged, Moszkva, Bécs, Bukarest, Szöul, Puszan (Dél-Korea), Tajpej, Monterrey, Japán és Sanghaj.
Készült angol, német, spanyol, román, japán, koreai, orosz, olasz, flamand és magyar fordítása.

## Cselekménye
A fő különbség a musical és Shakespeare eredeti műve között a szerelmesek halálának módjában van. Ez a különböző országok bemutatóiban változó, a magyar és a román változatban például Rómeó felakasztja magát, Júlia pedig felvágja az ereit Rómeó tőrével. A drámai hatás kedvéért a musical-ban megjelennek új szereplők is: a Halál (a francia, holland, belga és orosz változatokban) és a Költő (csak a francia változatban). Capuletné szerepe jelentősen megnövekedett, és a magyar változatban viszonya van egy szolgájával. Tybalt személyisége kicsit árnyaltabb, erőszakosságának a Júlia iránt érzett viszonzatlan szerelme és a rossz gyermekkora az oka.

### Szinopszis
Első felvonás
A történet az olaszországi Veronában játszódik. Itt él két módos család, a Capuletek és a Montague-k, akik, bár már maguk sem tudják miért, de ősi ellenségek. A két család torzsalkodása miatt rendszeresen tör ki erőszak a város utcáin. Verona hercege ezért rendeletet ad ki, miszerint halálbüntetés jár annak, aki még egyszer megbontja a békét, és harcolni mer a városban (Vérone). Amíg Capuletné és Montaguené lemond a két család közti erőszakról (La haine), Rómeó (Montague fia) és Júlia (Capulet egyetlen lánya) reménytelenül keresik a szerelmet (Un jour).
Capuletéknál bált rendeznek, hogy Júlia megismerkedhessen Párissal, aki megkérte Capulettől lánya kezét (La demande en mariage, Tu dois te marier). Rómeó barátaival, Mercutióval és Benvolióval Verona utcáin cselleng (Les rois du monde, La folie). Rómeónak rossz előérzete van valamitől (J'ai peur). Hogy eltereljék figyelmét, barátai ráveszik, hogy álruhában menjenek el a Capulet-bálra (Le bal). Ott első látásra egymásba szeretnek Júliával, anélkül, hogy tudnák, ki a másik (L'amour heureux). Tybalt felismeri Rómeót, és tájékoztatja jelenlétéről a Capulet-szülőket. Júlia megtudja a dajkától, hogy Rómeó Montague, Rómeó pedig, hogy Júlia Capulet (Le bal 2). Tybalt szíve összetörik (titokban szereti Júliát), és tudomásul veszi, hogy ő a gyűlölet és megvetés fia (C'est pas ma faute).
A bál után Júlia felmegy a szobájába, és Rómeóról álmodozik (Le poète), aki kihallgatja őt, vállalva a kockázatot, hogy rátalálnak a Capulet-kertben. Kölcsönösen szerelmet vallanak, és elhatározzák, hogy minél hamarabb összeházasodnak (Le balcon). Tudva, hogy a szüleik nem egyeznének bele a házasságba, Rómeó felkeresi Lőrinc barátot, és megkéri, hogy adja össze őket. A barát beleegyezik, mert azt reméli, a házasság a két család béküléshez vezethet (Par amour).
Reggel Rómeó találkozik a barátaival és elmondja a dajkának, akit mindenki kigúnyol (Les beaux, les laids), hogy Lőrinc barát adja össze őket aznap délután. A dajka, aki saját lányaként szereti Júliát, elújságolja neki a jó hírt (Et voilà qu'elle aime). Végül, Rómeó és Júlia összeházasodnak (Aimer).
Második felvonás
Másnap Benvolio és Mercutio találkoznak Rómeóval: azzal vádolják, hogy cserben hagyta őket (On dit dans la rue). Tybalt Verona utcáin keresi Rómeót (C'est le jour), és mikor rátalál, párbajra hívja ki, amit Rómeó elutasít (Le duel). Mercutio felvállalja helyette a párbajt, és halálosan megsebesül. Rómeó bosszúból Tybaltra támad és megöli (Mort de Mercutio). A két gyászoló család a herceg igazságszolgáltatását kéri (La vengeance). Ő végül száműzi Rómeót Veronából, és politikai hatalomról gondolkodik (Le pouvoir). Júlia értesül a rossz hírről dajkájától. A férje és az unokatestvére közti szeretet között őrlődik. Rómeó Lőrinc baráthoz menekül. Úgy gondolja, a száműzetés rosszabb a halálnál (Duo du désespoir).
Rómeó és Júlia együtt töltik a nászéjszakát a lány szobájában, de a fiúnak menekülnie kell a száműzetés miatt (Le chant de l'alouette). Nem sokkal férje távozása után Júlia megtudja szüleitől, hogy össze kell házasodnia Párissal. Júlia kétségbe esik, ellenkezik, de az igazat nem mondhatja meg. Apja éktelen haragra gerjedve kötelezi az esküvőre (Demain), majd a lánya iránti szeretetéről énekel (Avoir une fille). A szobájában Júlia arról gondolkodik, miért kell engedelmeskednie (Pourquoi). Mantovában Rómeó Júliára gondol. Kétségbeesésében Júlia Lőrinc baráthoz fordul, aki tervet eszel ki, amivel remélhetőleg megmentheti a szerelmeseket és kibékítheti a családokat (Sans elle). Átad Júliának egy mérget tartalmazó üvegcsét, amitől tetszhalott lesz negyvenkét órára, ezt követően ő értesíti Mantovában Rómeót, aki a magához térő Júliát majd Mantovába szökteti.
Júlia úgy tesz, mintha beleegyezne a házasságba, de az esküvő előtti este megissza a Lőrinc baráttól kapott mérget (Le poison), és reggelre valóban holtnak látszik. A lányt a családi kriptába viszik, de Lőrinc barát üzenete nem jut el Rómeóhoz, Júlia halálhíre viszont igen (Comment lui dire).
Az elkeseredett Rómeó erős mérget vásárol, majd azonnal Veronába siet. A kriptában elbúcsúzik halottnak hitt szerelmétől, majd mérget iszik (Mort de Roméo). Nem sokkal később a lány felébred, és látja, hogy Rómeó holtan fekszik a padlón. Szerelme tőrével zokogva szíven szúrja magát (La mort de Juliette). Lőrinc barát belép a kriptába, és megtalálja a két szerelmes holttestét. Istenhez panaszkodik (J'sais plus). A két családot a fiatalok halála ráébreszti a viszály tragikus voltára és annak következményeire, ezért kibékülnek (Coupables).

## Dalok listája
| Első felvonás - “Overture” (Hangszeres) - "Vérone" – Verona hercege - "La Haine" – Capuletné és Montaguené - "Un Jour" – Rómeó és Júlia - "La Demande en mariage" – Paris és Capulet - "Tu dois te marier" – Capuletné és a dajka - "Les Rois du monde" – Rómeó, Benvolio és Mercutio - "La Folie" – Mercutio, Rómeó és Benvolio - "J'ai peur" – Rómeó - "Le Bal" (Hangszeres) - "L'Amour heureux" – Rómeó és Júlia - "Le Bal 2" (Hangszeres) - "C'est pas ma faute" – Tybalt - "Le Poète" – A Költő és Júlia - "Le Balcon" – Rómeó és Júlia - "Par amour" – Lőrinc barát, Rómeó és Júlia - "Les Beaux, les Laids" – Dajka, Benvolio és Mercutio - "Et voilà qu'elle aime" – Dajka - "Aimer" – Rómeó és Júlia | Második felvonás - "On dit dans la rue" – Rómeó, Benvolio és Mercutio - "C'est le jour" – Tybalt - "Le Duel" – Mercutio, Tybalt és Rómeó - "Mort de Mercutio" – Mercutio és Rómeó - "La Vengeance" – Capulet, Montaguené, Verona hercege és Rómeó - "Le Pouvoir" – Verona hercege - "Duo du désespoir" – DAjka és Lőrinc barát - "Le Chant de l'alouette" – Rómeó és Júlia - "Demain" – Capulet, Capuletné, Júlia és a dajka - "Avoir une fille" – Capulet - "Pourquoi" – Júlia - "Sans Elle" – Rómeó és Júlia - "Le Poison" – Júlia - "Comment lui dire" – Benvolio - "Mort de Roméo" – Rómeó - "La Mort de Juliette" – Júlia - "J'sais plus" – Lőrinc barát - "Coupables" (final) – Capulet, Montaguené, a dajka és a társulat |

Megjegyzések:
- A "La folie"-t és a "Pourquoi"-t csak 2001. június 27-ig énekelték. Megtalálhatóak a L'Integrale felvételén és néhány más felvétel második lemezén.
- A "Sans elle"-t a felvételen csak Rómeó énekli, az előadás alatt pedig Rómeó és Júlia együtt. Meghajlásra az "Aimer"-t, a "Vérone"-t és a "Les rois du monde"-t énekelték.

## Eredeti szereposztás
| Szereplő                | Színész            |
| ----------------------- | ------------------ |
| Rómeó                   | Damien Sargue      |
| Júlia                   | Cécilia Cara       |
| Benvolio                | Grégori Baquet     |
| Mercutio                | Philippe d'Avilla  |
| Tybalt                  | Tom Ross           |
| Montaguené              | Eléonore Beaulieu  |
| Capuletné               | Isabelle Ferron    |
| Capulet                 | Sébastien Chato    |
| Dada                    | Réjane Perry       |
| Escalus, Verona hercege | Frédéric Charter   |
| Lőrinc barát            | Jean-Claude Hadida |
| Költő                   | Serge Le Borgne    |
| Paris                   | Essaï              |

## Bemutatók
A musical bemutatói a bemutatás sorrendjében:
- "Palais des Congrès, Párizs (2001. jan. 19. – 2002. dec. 21.)
- Théâtre St-Denis, Montréal (2002. jún. 18. – 2002. szept. 21.)
- Stadsschouwburg Theater, Antwerpen (2002. szept. 22. – 2003. márc. 16.)
- Piccadilly Theatre, London (2002. nov. 5. – 2003. febr. 8.)
- Budapesti Operettszínház, Budapest (bemutató 2004. jan. 23-án)
- Nieuwe Luxor Theater, Rotterdam (bemutató 2004. jan. 27-én)
- Moskauer Operetten Theater, Moszkva (2004. máj. 20. – 2006. jún. 12.)
- Raimundtheater, Bécs (2005. febr. 24. – 2006. júl. 8.)
- Ázsiai Turné (2007. jan. 20. – 2007. márc. 21.; 2007. ápr. 5. – 2007. ápr. 21.)
- Espacio Verona/Parque Funidora Monterrey (2008. aug. 28. – 2008. okt. 19.)
- Teatrul National de Opereta, Bukarest (2009. ápr. 30. – 2015. febr. 15.)
- Umeda Arts Theatre; Hakataza Theatre, Japán (2010. júl. 10. – 2010. júl. 26.; 2010. aug. 2. – 2010. aug. 24.)
- Takarazuka Grand Theater; Tokyo Takarazuka Theater, Japán (2011. jan. 1. – 2011. jan. 31.; 2011. febr. 17. – 2011. márc. 20.)

## Magyarországi bemutató
A musical magyarországi változatát 2004. január 23-án mutatták be a Budapesti Operettszínházban, Kerényi Miklós Gábor rendezésében. Az előadás hatalmas sikert váltott ki. Dalai felkerültek a rádiók slágerlistáira, a musical CD-je 2006-ban platinalemez lett. A Szegedi Szabadtéri Játékokon monumentális díszletek között, káprázatos jelmezekkel, 200 táncossal és statisztával, és a Budapesti Operettszínház színészeivel DVD-felvétel is készült róla. A produkció öt év alatt mintegy 400 előadást ért meg, közel 400 ezer nézővel. Látható volt a Szegedi Szabadtéri Játékok, a Pécsi Expo Center, a Debreceni Főnix Csarnok és a Soproni MKB Aréna hatalmas színpadán is.

### Szereposztás
Az összes szereplő, aki valaha játszott a darabban:
| Szereplő                | Színész | A Szegedi Szabadtéri Játékokon (2005) | 15 éves jubileum Papp László Budapest Sportaréna (2019) |
| ----------------------- | --- | ------------------------------------- | ------------------------------------------------------- |
| Rómeó                   | Veréb Tamás, Bálint Ádám, Dolhai Attila, Száraz Tamás, György-Rózsa Sándor, Szerényi László, Kocsis Dénes                                 | Dolhai Attila                         | Veréb Tamás                                             |
| Júlia                   | Jenes Kitti, Vágó Bernadett, Vágó Zsuzsi, Mahó Andrea, Szinetár Dóra                                                                      | Szinetár Dóra                         | Kardffy Aisha                                           |
| Benvolio                | Gömöri András Máté, Kerényi Miklós Máté, Mészáros Árpád Zsolt, Szentirmai Zsolt,                                                          | Mészáros Árpád Zsolt                  | Kerényi Miklós Máté                                     |
| Mercutio                | Barkóczi Sándor, Bereczki Zoltán, Szabó Dávid, Brasch Bence, Bálint Ádám                                                                  | Bereczki Zoltán                       | Cseh Dávid Péter                                        |
| Tybalt                  | Fazekas Ernő, Jegercsik Csaba, Karányi Péter, Magócs Ottó, Miklós Attila, Sándor Péter, Szabó P. Szilveszter, Varga Lajos, Horváth Dániel | Szabó P. Szilveszter                  | Horváth Dániel                                          |
| Montaguené              | Csengeri Ottília, Baranyai Annamária, Auksz Éva, Kapócs Zsóka, Siménfalvy Ágota                                                           | Csengeri Ottilia                      | Détár Enikő                                             |
| Capuletné               | Füredi Nikolett, Janza Kata, Peller Anna, Polyák Lilla, Prescsák Zita, Siménfalvy Ágota, Vadász Alexa, Heiter Ágnes, Molnár Szilvia       | Janza Kata                            | Muri Enikő                                              |
| Capulet                 | Csuha Lajos | Csuha Lajos                           | Makrai Pál                                              |
| Dada                    | Benedekffy Katalin, Kalocsai Zsuzsa, Nádasi Veronika, Náray Erika, Polyák Lilla                                                           | Náray Erika                           | Mester Viktória                                         |
| Escalus, Verona hercege | György-Rózsa Sándor, Imre Sebastian Zsolt, Németh Attila, Szentmártoni Norman, Angler Balázs                                              | Németh Attila                         | Egyházi Géza                                            |
| Lőrinc barát            | Földes Tamás, Pálfalvy Attila, Szomor György                                                                                              | Földes Tamás                          | Mészáros Árpád Zsolt                                    |
| Paris                   | Egyházi Géza, Homonnay Zsolt , Kádár Szabolcs, Szerényi László, Cseh Dávid Péter                                                          | Homonnay Zsolt                        | Kádár Szabolcs                                          |

Jelenlegi szereposztás az operettszínházban:
| Szereplő                | Színész                                          |
| ----------------------- | ------------------------------------------------ |
| Rómeó                   | Kocsis Dénes / Veréb Tamás                       |
| Júlia                   | Vágó Zsuzsi / Jenes Kitti                        |
| Benvolio                | Kerényi Miklós Máté/ Gömöri András Máté          |
| Mercutio                | Barkóczi Sándor / Bálint Ádám                    |
| Tybalt                  | Szabó P. Szilveszter / Horváth Dániel            |
| Montaguené              | Siménfalvy Ágota / Auksz Éva                     |
| Capuletné               | Füredi Nikolett / Prescsák Zita                  |
| Capulet                 | Csuha Lajos                                      |
| Dada                    | Nádasi Veronika / Kalocsai Zsuzsa / Polyák Lilla |
| Escalus, Verona hercege | Szentmártoni Norman / Angler Balázs              |
| Lőrinc barát            | Földes Tamás / Szomor György / Pálfalvy Attila   |
| Paris                   | Szerényi László / Cseh Dávid Péter               |

### Dalok
| Magyar cím (Első felvonás)          | Eredeti cím           | Magyar cím (Második felvonás)       | Eredeti cím            |
| ----------------------------------- | --------------------- | ----------------------------------- | ---------------------- |
| Nyitány (Prológus)                  | Ouverture             | Jogod nem volt                      | On dit dans la rue     |
| Verona                              | Vérone                | Belém égett                         | C'est pas ma faute     |
| Gondolj házasságra!                 | Tu dois te marier     | Párbaj                              | Le duel                |
| Egy nap                             | Un jour               | Mercutio halála                     | Mort de Mercutio       |
| Lehetsz király                      | Les rois du monde     | Mi lesz az ár?                      | La vengeance           |
| Miért fáj?                          | J'ai peur             | Oh magas ég! (A két reményvesztett) | Duo du désespoir       |
| Lánykérés                           | La Demande en mariage | Pacsirta                            | Le chant de l'alouette |
| Bál                                 | Le bal                | Holnap                              | Demain                 |
| Vár reánk a mindenség (A teljesség) | L'amour heureux       | Angyal                              | Sans elle              |
| Bál 2                               | Le bal 2              | A méreg                             | Le poison              |
| Ez a kéz utolér                     | C'est le jour         | A téboly                            | La folie               |
| Erkély duett                        | Le balcon             | Hogy mondjam el?                    | Comment lui dire       |
| Minden szerelem vak (A szerelem)    | Par amour             | Páris halála                        | Le duel                |
| Hahaha (Van szép és csúnya)         | Les beaux, les laids  | Miért fáj (repríz)                  | Mort de Roméo          |
| Szeme tűzben ég                     | Et voilà qu'elle aime | Júlia halála                        | La mort de Juliette    |
| Lehetetlen                          | On dit dans la rue    | Mit ér a hit?                       | J'sais plus            |
| Gyűlölet                            | La haine              | Bűnösök                             | Coupables              |
| Szívből szeretni                    | Aimer                 | --                                  | --                     |

## Fordítás
- Ez a szócikk részben vagy egészben  a   Roméo et Juliette, de la Haine à l'Amour című angol Wikipédia-szócikk ezen változatának fordításán alapul.  Az eredeti cikk szerkesztőit annak laptörténete sorolja fel. Ez a jelzés csupán a megfogalmazás eredetét és a szerzői jogokat jelzi, nem szolgál a cikkben szereplő információk forrásmegjelöléseként.